# Matthew Labyorteaux
Matthew Charles Labyorteaux (Los Angeles, Califòrnia, 8 de desembre de 1966) és un actor estatunidenc que ha participat en televisió i pel·lícules. És conegut per haver interpretat a Albert Quinn Ingalls en la reeixida sèrie de la NBC Little House on the Prairie.

## Vida privada
És el fill adoptiu de Ronald Labyorteaux (1930-1992), un dissenyador, i l'actriu Frances Marshall (1927-2012). És el germà petit de Patrick Labyorteaux, també adoptat, i de Jane Labyorteaux, ambdós també actors.
Labyorteaux és un jugador de videojocs especialitzat. L'octubre del 1981 va quedar desè lloc en el Campionat Mundial d'Atari, i a l'abril del 1982 es va convertir en el campió dels Estats Units de Pac-Man.
El 1992, Matthew i el seu germà van fundar el Youth Rescue Fund (Fons de Rescat de la Joventut), (actualment associat amb Serveis de Suport de Los Angeles als joves), una organització de caritat que ajuda als joves en situació de crisi, i ja que s'han involucrat en la recaptació de fons per als refugis juvenils als EUA.

## Carrera
Labyorteaux va començar a treballar en comercials a l'edat de set anys, després d'haver estat descobert mentre acompanyava el seu germà gran, Patrick Labyorteaux, a un càsting. Ell poc després va aconseguir el seu primer paper dramàtic a Una dona ofuscada, on va jugar amb Peter Falk i Gena Rowlands.
A part del seu paper fixe a Little House on the Prairie, Labyorteaux també va protagonitzar la sèrie de televisió de curta durada La Mà Roja (1977) i Whiz Kids (1983-84), a més de diverses aparicions en pel·lícules.
Més recentment, Labyorteaux ha treballat com a actor de veu, proporcionant caracteritzacions de videojocs i pel·lícules de dibuixos animats, el diàleg addicional gravació en cinema i televisió, i la veu en off en els anuncis.
En molts dels crèdits de Labyorteaux, el seu cognom s'escriu sense la 'y' com "Laborteaux".

## Filmografia
- Una dona ofuscada (A Woman Under the Influence) (1974)
- The Rookies (1975)
- The Bob Newhart Show (1976)
- Little House on the Prairie (1976-1983)
- A Circle of Children (1977)
- Killing Stone (1978)
- Little House Years (1979)
- Lou Grant (1979)
- The Aliens Are Coming (1980)
- Simon & Simon (1983)
- Little House: Look Back to Yesterday (1983)
- Whiz Kids (1983-1984)
- Camí al cel (1985)
- Amiga mortal (Deadly Friend) (1986)
- The Last to Go (1991)
- Spider-Man (sèrie de televisió de 1994)  (1995)
- Mulan (1998)
- Pinotxo (Pinocchio) (2002, només veu)